# 국민당 (아일랜드)
아일랜드 국민당(Irish Nationalist Party)은 1874년부터 1978년까지 다양한 형태로 존재했던 아일랜드의 정당이다.

## 창당
아이작 버트가 자치 연맹으로 창당하였다. 그의 죽음 이후 당은 곧 찰스 스튜어트 파넬의 과격파와 윌리엄 쇼의 휘그당 당원들로 갈렸다. 윌리엄 쇼는 1879년부터 1년간 총재직을 맡았으나 이듬해 파넬에게 패배하여 총재직을 내주었다. 1882년에 파넬은 당을 아일랜드 의회당으로 개명하여 당을 재정비하였다. 휘그당원들은 1885년에는 결국 모든 의석을 상실했다.

## 분열
국민당은 1891년에 분열되었고 이 분열은 1900년에 존 레드먼드가 반(反)파넬세력의 지도자인 존 딜런을 대신하여 총재직을 맡을 때까지 계속되었다. 1900~1910년까지는 팀 힐리와 D.D. 쉬헌 그리고 윌리엄 오브라이언이 분열된 당을 이끌어나갔다. 그러나 여덞 석 이상의 의석은 차지하지 못했고 아일랜드 자치법을 제외하곤 표결에 영향력을 행사하지 못했다.
1910년, 허버트 헨리 애스퀴스의 독립정부가 아일랜드 민족주의자들의 힘에 의지하였기에 그들의 자치를 향한 염원이 성공한 것처럼 보였다. 의희 법 투표를 하면서 그들은 1912년 상정한 세 번째 자치법안과 독립정부의 성립을 사람들에게 약속하였다. 새로운 영국 상원의 규정에 의거하면 법안은 오직 2년간 연기시킬 수 있었다. 따라서 그들은 1914년에 법안이 통과되길 기대했다. 그러나 이 법에 반대하는 통일론자 저항세력이 얼스터에서 아일랜드 개신교의 지원을 받아 제1차 세계대전 기간 중 폭동을 일으켰다. 그래서 아일랜드 자치법에 법안은 종전 후까지 효력이 발생하지 않는다는 조항이 추가되었다. 결국 이는 1920년에 북아일랜드의 성립을 초래했다.

## 신페인당에게 선거에서 패하다
그러나 전쟁이 끝남으로써 당은 지지세력을 잃어버렸다. 1916년에 일어난 부활절 봉기 때문에 자치법안 통과가 실패할 거라는 불안감과 징병제에 대한 공포가 아일랜드 전역으로 퍼져갔다. 1918년 아일랜드 총선에서 국민당의 의석은 무려 73석에서 6석으로 떨어졌고 결국 신페인당이 의석의 대다수를 차지하였다.
국민당은 아일랜드 독립전쟁, 1920년 아일랜드 정부법 그리고 이어진 영국-아일랜드 조약과 아일랜드 내전을 거치면서 아일랜드에서 거의 사라지게 되었다. 아일랜드 자유국 건국 후 그들 중 몇몇은 존 딜런의 아들인 제임스 딜런이 창당한 중앙당에 가입했다.

## 북아일랜드
국민당은 잦은 분열 등 갖은 어려움을 겪으면서 북아일랜드에서 명맥을 이어나갔다. 이러한 고난은 1960년까지 이어졌고 많은 당원들은 당의 재결합 실패 후 National Democrats를 조직했다. 이 조직은 곧 사회민주주의 노동당에 합당되었고 수많은 민족주의자들이 그 길을 따랐다. 1973년에 있었던 선거는 서닝데일 조약의 일환으로 치러졌는데 이 선거에서도 그리 좋은 성적을 거두지는 못했다.

## 영국의 국민당
국민당의 잔여 세력은 1920년대에 들어 리버풀에서 당의 명맥을 이어나갔다. T.P. 오코너는 리버풀 스코틀랜드 선거구에서 국회의원에 당선되었고 독립정신이 강한 의원으로서 효과적으로 업무를 처리했다. 오코너가 1929년에 죽었을 때 치러진 리버풀 스코틀랜드 보궐선거에서 그 어떤 후보자도 오코너가 가졌던 아일랜드 민족주의에 대한 열정을 대신하진 못했다.

## 당의 해체
1978년 국민당은 Unity (북아일랜드)와 합당하면서 몇몇의 아일랜드 민족주의자들이 포함된 아일랜드 독립당을 창당하게 되면서 해체되었다. 그러나 곧 그들은 영향력을 잃고 당에서 무의미한 존재가 되었다.

## 총재
- 아이작 버트 1874년-1879년
- 윌리엄 쇼 1879년-1880년
- 찰스 스튜어트 파넬 1880년-1891년
- 저스틴 매카시 1891년-1892년
- 존 딜런 1892년-1900년
- 존 레드먼드 1900년-1918년
- 조 데블린 1918년-1934년
- T.J. 캠벨 1934년-1946년
- 제임스 맥스페란 1946년-195년
- 에디 맥티어 1953년-1959년
- 카히 힐리 1959년-1965년